# Betzdorf
Betzdorf este un oraș din landul Renania-Palatinat, Germania. Nod de cale ferată cu triaj desființat.
1. ↑   https://www.betzdorf.de/stadt-und-politik/stadtbuergermeister.html, accesat în 9 martie 2025 Lipsește sau este vid: |title= (ajutor)
2. ↑  Alle politisch selbständigen Gemeinden mit ausgewählten Merkmalen am 31.12.2018 (4. Quartal) (în germană), Statistisches Bundesamt[*], arhivat din original la 10 martie 2019, accesat în 10 martie 2019